# Angoche
Angoche är ett distrikt och en stad i provinsen Nampula i Moçambique. Distriktet har cirka 347 000 invånare (2017). Fram till 1976 bar Angoche namnet António Enes.
Angoche har varit ett handelscentrum sedan åtminstone 1400-talet. Den är en av de äldsta orterna i Moçambique och är en viktig stad för guldbrytning. Distriktet har även varit ett centrum för slavhandel under lång tid, där främst portugiserna och britterna köpte slavar.